# IC 1862
IC 1862 је спирална галаксија у сазвјежђу Пећ која се налази на листи објеката дубоког неба у Индекс каталогу.
Деклинација објекта је - 33° 20' 24" а ректасцензија 2h 51m 58,8s. Привидна величина (магнитуда) објекта IC 1862 износи 13,7 а фотографска магнитуда 14,5. Налази се на удаљености од 75,883 милиона парсека од Сунца. IC 1862 је још познат и под ознакама ESO 356-15, MCG -6-7-10, FGCE 272, IRAS 02499-3332, PGC 10858.